# (107074) Ansonsylva
(107074) Ansonsylva est un astéroïde de la ceinture principale.

## Description
(107074) Ansonsylva est un astéroïde de la ceinture principale. Il fut découvert le 14 janvier 2001 à Haleakala par le programme NEAT. Il présente une orbite caractérisée par un demi-grand axe de 2,17 UA, une excentricité de 0,13 et une inclinaison de 2,5° par rapport à l'écliptique.

## Compléments